# Les clowns Price
Les clowns Price è una fotopittura animata francese del 1898 diretta da Charles-Émile Reynaud. Questa fotopittura animata non è mai stata proiettata al Museo Grévin di Parigi.

## Produzione
Il 28 ottobre 1892, Charles-Émile Reynaud dà la prima proiezione pubblica di uno spettacolo di immagini in movimento al museo Grévin di Parigi. Lo spettacolo, annunciato come "pantomime luminose" (Pantomimes Lumineuses), comprende tre sequenze animate: Pauvre Pierrot, Un bon bock e Le clown et ses chiens, ciascuno costituito da 500-700 lastre di vetro dipinte individualmente dallo stesso Reynaud e della durata di circa 15 minuti.
Successivamente alla nascita del cinema e delle "fotografie in movimento", anche Reynaud è costretto a piegarsi a questa nuova moda e realizza per il suo teatro ottico quelle che chiama "fotopitture animate". Si tratta di animazioni realizzate con sequenze di fotografie dipinte a mano, utilizzate al posto dei disegni, riprese attraverso uno strumento ottico creato dallo stesso Reynaud: il foto-scenografo. Di questo tipo di animazioni verranno prodotti da Reynaud i titoli:  Guillaume Tell (1896), Le premier cigare (1897) e Les clowns Price (1898).
Per la realizzazione di Les clowns Price Charles-Émile Reynaud si serve dell'atelier del fotografo Liébert e di un apparecchio Demenÿ-Gaumont. Anche per la proiezione elabora un nuovo apparecchio, un "proiettore continuo a specchi oscillanti", ma il risultato non lo soddisfa e perciò abbandonerà la nuova invenzione e la fotopittura, cosicché quest'ultima non verrà mai proiettata.